# Netelroos
Urticaria is de medische benaming voor netelroos (of galbulten). Dit is een vaak voorkomende huidreactie. Een groot deel van de bevolking zal in de loop van zijn/haar leven weleens hiermee geconfronteerd worden. De oorzaken lopen uiteen en de aandoening komt op alle leeftijden voor, zowel bij mannen als bij vrouwen.

## Verschijnselen
Urticaria is een zich in korte tijd ontwikkelende, vaak heftige jeukende uitslag van de huid, die begint met rode vlekken en daarna in verdikte, bleke plekken kan overgaan. De verschillende plekjes kunnen al dan niet samenvloeien tot grotere vlakke plakkaten. Typerend is ook dat ze binnen enkele uren kunnen verdwijnen en ergens anders weer verschijnen. Netelroos is niet besmettelijk.
In feite betreft het een vochtophoping (oedeem) in de bovenste laag van de huid doordat de kleine haarvaten in de huid zich verwijden (rode fase) waarbij er tussen de cellen die de haarvaatjes bekleden openingen ontstaan, waarna door lekkage het vocht in de weefsels terechtkomt (bleke fase). Zo'n plek noemen we een urtica, bladder of kwaddel. Deze kwaddels hebben geen voorkeursplaatsen, ze komen zowel op armen en benen voor als op de romp en het gelaat. Hoewel de plekken soms met blaren worden verward, is er een duidelijk verschil: er is geen sprake van met vrij vocht gevulde blazen.
Soms gaat urticaria gepaard met zwelling van oogleden, tong of mondslijmvlies. Dit wordt angio-oedeem genoemd. Angio-oedeem is eigenlijk hetzelfde als netelroos, maar de vochtophoping vindt wat dieper in de huid plaats, in weefsels die makkelijker uitzetten. Verder kan het langer duren voor de zwelling verdwenen is (tot enkele dagen).
De urticariële reactie is in het algemeen wel erg vervelend, maar meestal niet van ernstige aard, omdat deze meestal binnen enkele uren weer verdwijnt. De aanvankelijk jeukende plekken trekken dan geleidelijk weg. Bestaan de klachten langer dan zes weken, dan spreekt men van chronische urticaria.

## Oorzaak
In 70-90 procent van de gevallen wordt geen duidelijke oorzaak gevonden. Bij het ontstaan speelt histamine een belangrijke rol. Histamine verwijdt de bloedvaten en veroorzaakt jeuk. Bij een brandnetelsteek ontstaat een urtica, omdat de netelcellen van de brandnetel histamine bevatten. Ook  coniferen bevatten veel van deze stof.
Behalve histamine spelen ook andere lichaamseigen stoffen een rol bij het ontstaan van netelroos. Dergelijke (boodschapper)stoffen liggen net als histamine klaar in bepaalde "opslagplaatsen" (granules) in mestcellen waaruit ze, onder invloed van prikkels kunnen worden vrijgemaakt. De belangrijkste prikkel is het binden van een molecuul van de stof waarvoor een allergie bestaat aan de celmembraan van de mestcel. Die stof kan afkomstig zijn van een medicijn of voedingsmiddel, maar ook in het lichaam vrijkomen onder invloed van psychische factoren, een infectie, het leveren van overmatige lichamelijke inspanning of de inwerking van zonlicht op de huid. Veelal is de aard van de prikkel niet bekend en lukt het ook niet om deze op te sporen. Ook kunnen meerdere prikkels tegelijkertijd aanwezig zijn. Normaal brengen bovengenoemde fysische prikkels geen reactie teweeg. Verloopt dit proces minder goed, dan kan urticaria ontstaan. De meeste urticaria is echter een rechtstreeks gevolg van blootstelling aan een stof waarvoor een type 1 allergie bestaat (via specifiek IgE tegen die stof).
Tot op heden worden de prikkels in de volgende groepen onderverdeeld:
- (allergie voor) geneesmiddelen (zoals pijnstillers en antibiotica)
- acute of chronische infecties (vooral veroorzaakt door bacteriën)
- fysische prikkels (koude, warmte, zonlicht, lichamelijke inspanning...)
- voedseltoevoegingen (kleurstoffen en dergelijke)
- allergie voor voedingsmiddelen (vooral schaaldieren en bij kleine kinderen melk, ei en soja)
- allergie voor ingeademde producten (zoals oplosmiddelen en dierlijke huidschilfers)
- insectensteken en -beten (van bijen, vlooien, muggen etc. Bij vlooien en muggen is het een allergische reactie op eiwitten in het speeksel van deze dieren, bij wespen- en bijensteken bevat het gif zelf onder andere histamine)
- interne ziekten (zoals hormonale stoornissen en stofwisselingsziekten)
- contact van de huid met plantaardige of chemische stoffen (bijvoorbeeld in de tuin: primula, chrysant, conifeer of andere planten)

In bepaalde families komt urticaria vaker voor dan normaal. Dit is bijvoorbeeld het geval bij bepaalde urticaria-typen, zoals de zogenoemde koude-urticaria en zonlicht-urticaria. Ook het syndroom van Schnitzler en syndroom van Muckle-Wells worden als zeldzame, aparte urticaria-syndromen onderscheiden.

## Behandeling
Urticaria wordt door artsen gemakkelijk herkend. Wanneer een patiënt het probleem voor het eerst voorlegt, zal de arts om te beginnen informeren naar veel voorkomende oorzaken. Het al pratend napluizen van een mogelijke oorzaak lost een groot deel van de gevallen op, zonder dat nader onderzoek nodig is. Meestal gaat het vanzelf over in één of twee weken. Tot die tijd kunnen de klachten met een antihistaminicum worden onderdrukt.
Bij chronische urticaria (die langer dan zes weken blijft aanhouden), kan verder onderzoek nodig zijn. De belangrijkste informatiebron is de patiënt. De aanwijzingen in het verhaal bepalen welke mogelijke oorzaken onderzocht moeten worden. Het aantal mogelijke oorzaken is onbeperkt, in tegenstelling tot het aantal tests dat kan worden uitgevoerd. Er is pas kans op succes als er al een vermoeden bestaat van de oorzaak. Het lukt slechts in een deel (minder dan 50%) van de gevallen de oorzaak op te sporen. Waarnemingen van de patiënt zijn hierbij van veel grotere waarde dan allergietesten, hetzij huidtesten, hetzij immunoglobuline (IgE) bepalingen.